# Rochester (New Hampshire)
Rochester ist eine Stadt in New Hampshire in den Vereinigten Staaten. Sie liegt im Bezirk Strafford County und hatte 2020 32.492 Einwohner.

## Geographie
Die Stadt hat eine Fläche von 118,6 km², davon sind 116,9 km² Land und 1,6 km² (1,38 %) Wasserfläche.
Rochester befindet sich im Einzugsgebiet der Flüsse/Bäche Salmon Falls, Isinglass und Cocheco River. Die höchste Erhebung in Rochester ist Nute Ridge (177 m), im nördlicheren Stadtgebiet gelegen.
Im Gemeindegebiet befindet sich der Flugplatz Skyhaven.

### Stadtgliederung
Rochester besteht aus folgenden Ortsteilen:
- East Rochester
- Gonic
- Rochester

## Geschichte
Die Siedlung Rochester wurde 1749 gegründet und 1778 eingetragen.
Am 30. November 2007 nahm ein 46-jähriger Mann in einem Präsidentschafts-Wahlbüro von Hillary Clinton in Rochester mehrere Geiseln, wodurch der Ort international bekannt wurde. Nach sechs Stunden endete die Geiselnahme unblutig.

## Söhne und Töchter der Stadt
- Isaac Adams (1802–1883), Erfinder
- Charles Francis Hall (1821–1871), Polarforscher
- Lyndon LaRouche (1922–2019), Politaktivist („LaRouche-Bewegung“)
- James Foley (1973–2014), Journalist
- Brandon Rogers (* 1982), deutsch-amerikanischer Eishockeyspieler